# Вирджиния Бийч
Вирджиния Бийч (на английски: Virginia Beach, в превод „Вирджински плаж“) е град в щата Вирджиния, САЩ. Вирджиния Бийч е най-големият град в щата Вирджиния и 39-ия в САЩ с население от 450 189 жители (оценка, 2018). Общата площ на града е 1288,10 km². Вирджиния Бийч е разположен на 4 m надморска височина.
Вирджиния Бийч е курортен град, с много плажове и хотели по крайбрежието. Има няколко държавни паркове, три военни бази и два университета. Градът се споменава в Книгата за рекордите на Гинес като град с най-дългия в света обществен плаж за отдих.
Вирджиния Бийч е разположен на височина от 4 m над морското равнище и заема площ от 1288,1 km ², от които 643,1 km² – земя и 645 km² – водите.
Всяка година туристите харчат повече от $ 800 млн. долара и за тях работят около 14 200 души.
През последните години Вирджиния Бийч и Норфолк строят около водата нови търговски центрове, зали за конференции и за концерти.

## Побратимени градове
- Бангор, Северна Ирландия